# 瓊吉區
13°13′17″S 73°37′16″W / 13.2213°S 73.6210°W
瓊吉區（西班牙語：Distrito de Chungui），是秘魯的一個區，位於該國中南部阿亞庫喬大區的拉馬爾省，面積1,060.5平方公里，海拔高度3,499米，2005年人口7,209，人口密度每平方公里6.8人。